# Tobias Freimüller
Tobias Freimüller (* 1973 in Herdecke) ist ein deutscher Historiker. Er ist stellvertretender Direktor des Fritz Bauer Instituts und apl. Professor an der Universität Frankfurt am Main.

## Leben
Tobias Freimüller studierte Geschichte und Germanistik an der Ruhr-Universität Bochum. Seit 2004 war er wissenschaftlicher Mitarbeiter bei Norbert Frei am Lehrstuhl für Neuere und Neueste Geschichte zunächst an der Ruhr-Universität Bochum, seit 2005 an der Friedrich-Schiller-Universität Jena. 2007 wurde er in Jena mit einer Arbeit über den Psychoanalytiker und kritischen Intellektuellen Alexander Mitscherlich promoviert. 2010 war Tobias Freimüller Theodor Heuss Lecturer an der New School for Social Research in New York, 2012 Fellow am Franz Rosenzweig Minerva Research Center for German-Jewish Literature and Cultural History an der Hebräischen Universität Jerusalem. Seit 2017 ist er stellvertretender Direktor des Fritz Bauer Instituts. An der Universität Frankfurt am Main habilitierte er sich 2019 mit einer Studie über Frankfurt und die Juden 1945–1990. Seither lehrt er am Historischen Seminar der Goethe-Universität, 2025 wurde er zum apl. Professor ernannt.
Seine Forschungsschwerpunkte sind die Geschichte und Nachgeschichte des Nationalsozialismus, die Geschichte der Medizin und der Psychiatrie im 20. Jahrhundert sowie die jüdische Geschichte im 20. Jahrhundert.

## Veröffentlichungen (Auswahl)
- (Hrsg. mit Christian Wiese, Stefan Vogt, Mirjam Wenzel, Doron Kiesel und Gury Schneider-Ludorff): Das jüdische Frankfurt – von der NS-Zeit bis zur Gegenwart, De Gruyter Brill, Berlin 2024, ISBN 9783111261669.
- Frankfurt und die Juden. Neuanfänge und Fremdheitserfahrungen 1945–1990, Wallstein-Verlag, Göttingen 2020, ISBN 978-3-8353-3678-0.
- (Hrsg. mit Tim Schanetzky, Kristina Meyer, Sybille Steinbacher, Dietmar Süß und Annette Weinke): Demokratisierung der Deutschen. Errungenschaften und Anfechtungen eines Projekts, Wallstein-Verlag, Göttingen 2020, ISBN 978-3-8353-3636-0.
- (Hrsg.): Die Idee der Rasse. Objekte aus anthropologisch-zoologischen Sammlungen der Universität Jena, VDG, Weimar 2015, ISBN 978-3-8973-9839-9.
- (Hrsg. mit Hans-Joachim Hahn, Elisabeth Kohlhaas und Werner Konitzer): Kommunikationsräume des Europäischen – Jüdische Wissenskulturen jenseits des Nationalen, Leipziger Universitätsverlag, Leipzig 2014, ISBN 978-3-8658-3649-6.
- (Hrsg.): Psychoanalyse und Protest. Alexander Mitscherlich und die „Achtundsechziger“, Wallstein-Verlag, Göttingen 2008, ISBN 978-3-8353-0354-6.
- Alexander Mitscherlich. Gesellschaftsdiagnosen und Psychoanalyse nach Hitler, Wallstein-Verlag, Göttingen 2007, ISBN 978-3-8353-0187-0.